# نسل ربوده‌شده
نسل ربوده‌شده یا کودکان ربوده‌شده عنوانی است که به نسل‌هایی از کودکان بومی استرالیا که توسط سفیدپوستان از خانواده‌هایشان جدا شدند گفته می‌شود. در سال‌های اخیر با گسترش فضای سیاسی و اجتماعی استرالیا، بومیان این کشور توانسته‌اند برخی حق و حقوق از دست رفته خود را احیا کنند به گونه‌ای که فشار افکار عمومی در قضیه کودکان ربوده‌شده باعث شد تا دولت استرالیا در فوریه ۲۰۰۸، رسماً از بومیان این کشور به خاطر مصیبت‌هایی که به این ترتیب بر آنان وارد شده است، عذرخواهی کند.

## تاریخچه
سابقه جداسازی کودکان بومی استرالیا از خانواده‌هایشان به نیمه دوم قرن نوزدهم میلادی بر می‌گردد. با ورود اروپائیان به سرزمین استرالیا، فشار و سختگیری فراوانی بر بومیان استرالیا وارد آمد، به گونه‌ای که سبب کاهش شدید جمعیت آنان شد. طی مدت حدود یکصد سال از دهه هفتاد قرن نوزدهم تا دهه هفتاد قرن بیستم، سفیدپوستان استرالیا تعداد زیادی از کودکان بومی استرالیا را به دلایل مختلف از خانواده‌هایشان جدا کردند و در نوانخانه‌ها یا تحت سرپرستی خانواده‌های سفیدپوست تربیت کردند. دولت استرالیا با حمایت مبلغین مسیحی و با استناد به مواد قانونی این کشور، تعداد زیادی از کودکان بومی را به بهانه عدم کفایت والدین در تربیت فرزندان، از خانواده‌هایشان جدا و آنان را در کمپ‌های مخصوص یا نوانخانه‌های مخصوص یتیمان نگهداری می‌کرد. این گروه‌ها امروزه به نسل‌های ربوده شده شهرت یافته‌اند. روند جداسازی کودکان بومی از خانواده‌هایشان از سال ۱۹۱۵ تا ۱۹۵۹ شدت زیادی داشت.

## عذرخواهی رسمی دولت

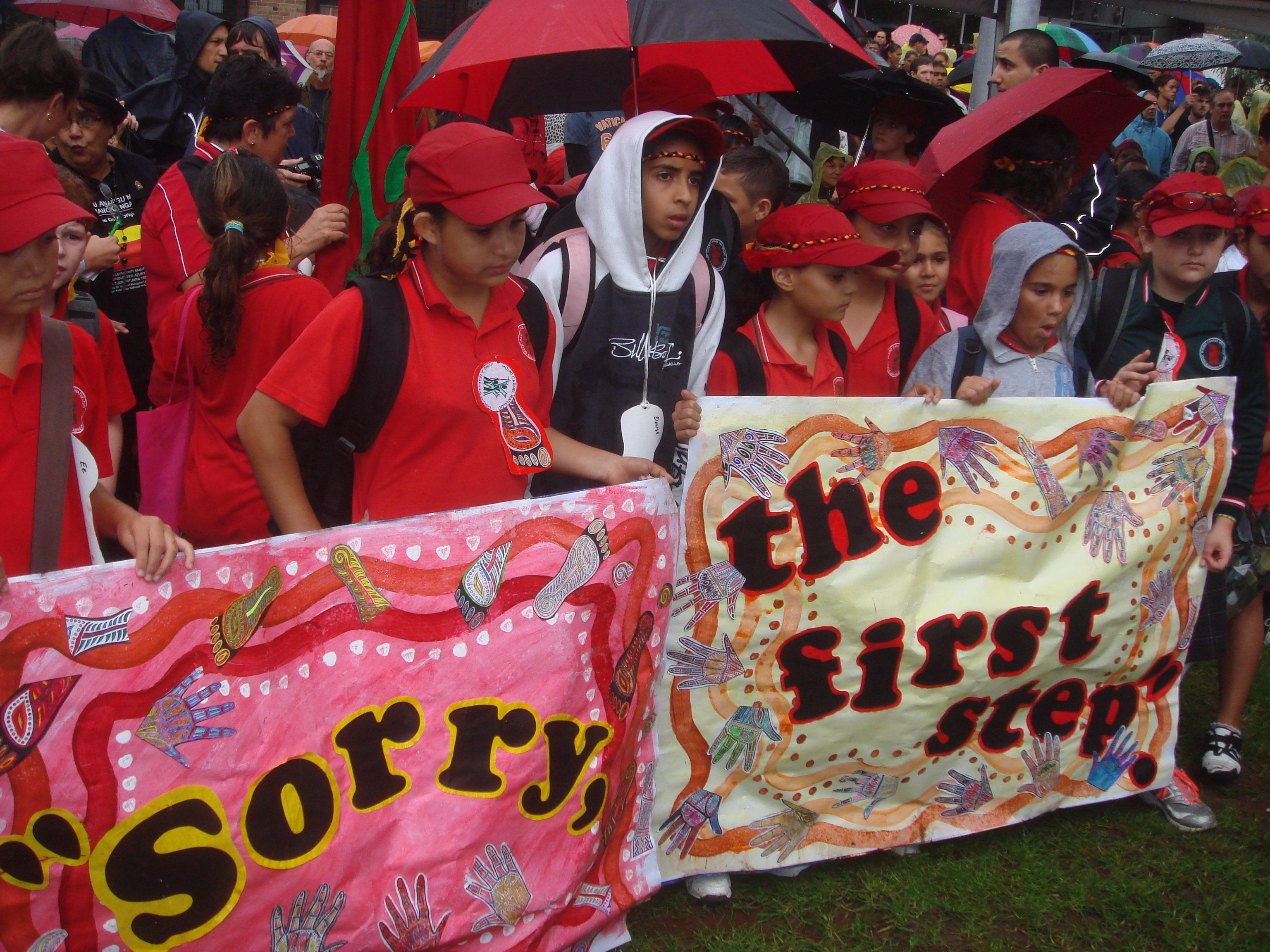
اجتماع مردم در روز عذرخواهی رسمی نخست‌وزیر از بومیان

در فوریه ۲۰۰۸ میلادی، کوین راد نخست‌وزیر استرالیا، در یک مراسم رسمی در پارلمان این کشور، از بومیان استرالیا به خاطر ستمی که به این ترتیب از سوی سفیدپوستان بر آنان روا شده است، عذرخواهی کرد. وی به‌ویژه از کودکان جداشده و خانواده‌های آنان عذرخواهی کرد و تاسف عمیق خود را بیان داشت. کوین راد در این عذرخواهی بیان داشت:
من به دلیل وجود قوانین و سیاست‌های نادرست دولت‌های پیشین که باعث وارد آمدن لطمات عمیقی بر بومیان و نسل ربوده‌شده آنان و فرزندانشان شد، عذرخواهی می‌کنم… من خواهان کشوری هستم که در آن تمامی استرالیایی‌ها با فرصت‌ها و موقعیت‌های برابر و با عزت و احترام متقابل در کنار هم زندگی کنند.